# Абазашта
Абазашта — суспільно-політична газета Карачаєво-Черкеської республіки абазинською мовою. Засновники — Народні збори і уряд Карачаєво-Черкесії. Виходить 2 рази на тиждень на 4 шпальтах формату А4. Тираж — 3850 екземплярів.
У газеті висвітлюються суспільні, економічні та політичні аспекти життя Карачаєво-Черкесії. Публікуються матеріали по мові і культурі абазинців.
Спочатку абазинська сторінка існувала в газеті «Черкес плъыж», що видавалася черкеською мовою. З 23 липня 1938 почала виходити окрема абазинська газета «Черкес къапщ». Пізніше газета змінила назву на «Социалистическая Черкесия», потім на «Коммунизм алашара». Сучасна назва — з 1991 року.
Газета є єдиним у світі друкованим ЗМІ абазинською мовою.